# Mary Soames

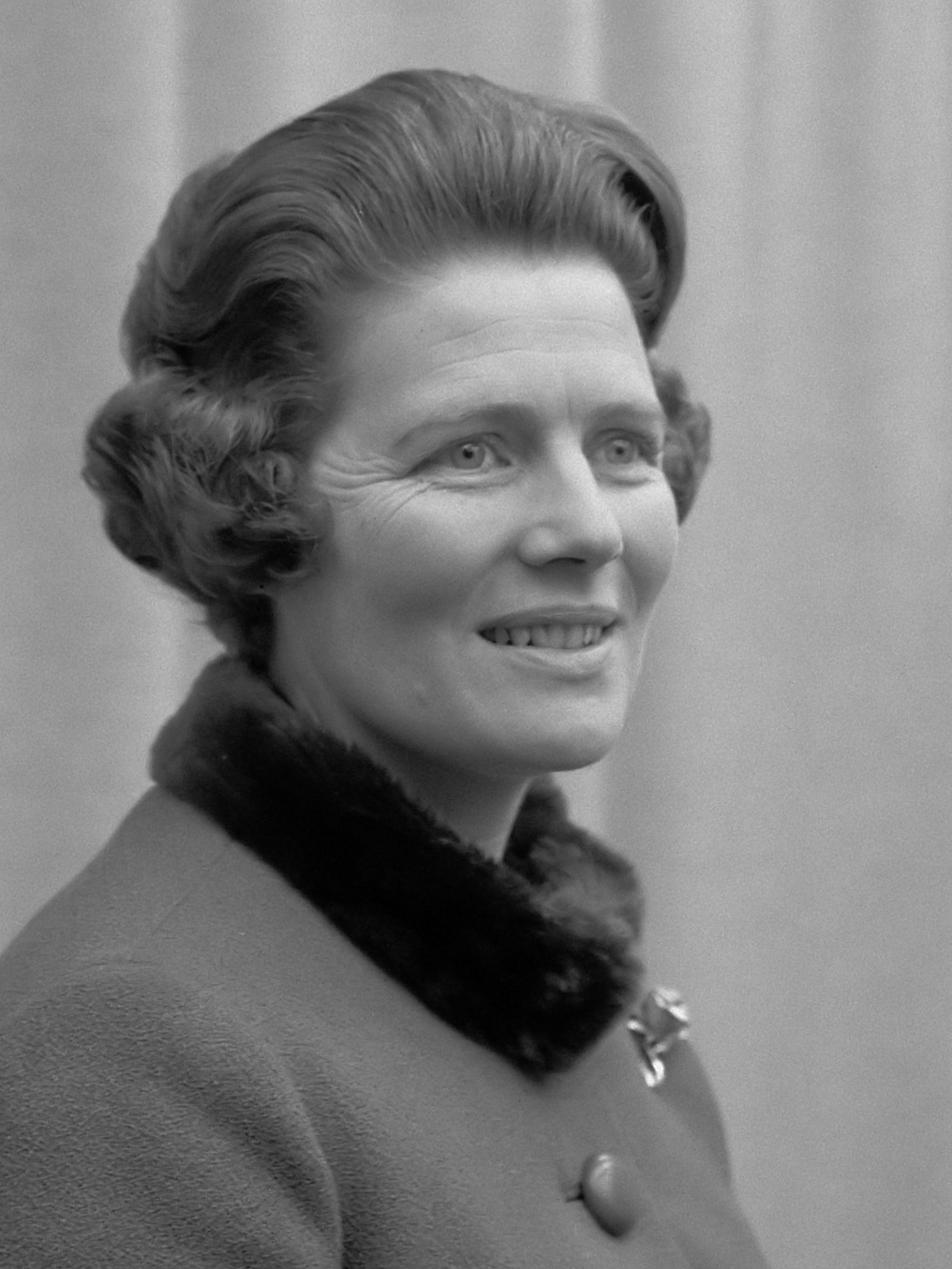
Mary Soames (1965)

Mary Soames, Baroness Soames, LG, DBE (geborene Spencer-Churchill, * 15. September 1922 in Chartwell; † 31. Mai 2014 in London) war die jüngste Tochter von Sir Winston Churchill und die Gattin von Christopher Soames, Baron Soames.

## Leben

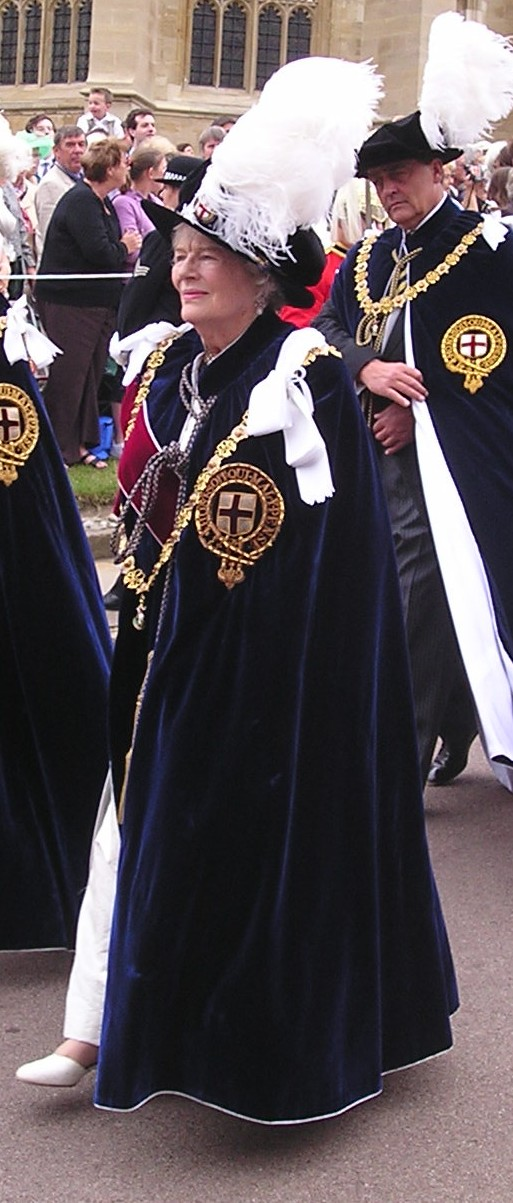
Lady Soames in der Robe einer Lady Companion des Hosenbandordens (2006)

Sie war das jüngste von fünf Kindern des britischen Premierministers Sir Winston Churchill aus dessen Ehe mit Clementine Hozier.
Während des Zweiten Weltkrieges arbeitete sie zunächst beim Britischen Roten Kreuz, später dann im Auxiliary Territorial Service, in dem die weiblichen Soldaten der britischen Armee zusammengefasst waren. Dort erreichte sie den Rang eines Junior Commander und war mit Flak-Batterien im Vereinigten Königreich, Belgien und Deutschland eingesetzt. Später diente sie ihrem Vater als Adjutantin auf verschiedenen Auslandsreisen, unter anderem bei der Potsdamer Konferenz.
1947 heiratete sie Christopher Soames. Ihr Mann war ein bekannter Politiker der Konservativen Partei. Mit ihm lebte sie unter anderem in Paris, wohin ihr Mann als britischer Botschafter versetzt worden war, in Brüssel, wo er das Amt eines Vize-Präsidenten der Europäischen Kommission innehatte, und in Rhodesien, wo ihr Mann der letzte Generalgouverneur war. Der Ehe entstammten drei Söhne und zwei Töchter:
- Hon. Sir Arthur Nicholas Winston Soames (* 1949), MP, ⚭ (1) 1981–1988 Catherine N. Weatherall, ⚭ (2) 1993 Serena Mary Smith;
- Hon. Emma Mary Soames (* 1949), Journalistin, ⚭ 1981–1989 James N.M. MacManus;
- Hon. Jeremy Bernard Soames (* 1952), ⚭ 1978 Susanna Keith;
- Hon. Charlotte Clementine Soames (* 1954), ⚭ (1) 1973–1982 Richard Alexander Hambro, ⚭ (2) 1989 William Peel, 3. Earl Peel;
- Hon. Rupert Christopher Soames (* 1959), ⚭ 1988 Camilla Rose Dunne.

Seit ihr Gatte 1978 als Life Peer zum Baron Soames erhoben worden war, führte sie als dessen Gattin den Höflichkeitstitel Baroness Soames.
Lady Soames hatte zahlreiche Ehrenämter inne und war eine erfolgreiche Autorin. Unter anderem hat sie eine Biographie ihrer Mutter geschrieben, die viel Anerkennung gefunden hat. Sie gab den Briefwechsel ihrer Eltern heraus und hat den offiziellen Biographen ihres Vaters, Sir Martin Gilbert, beraten.
Nachdem sie 1980 als Dame Commander des Order of the British Empire selbst geadelt worden war, wurde sie am 23. April 2005 in den höchsten britischen Ritterorden, den Hosenbandorden, aufgenommen. Die Investitur erfolgte am 13. Juni 2005 am Garter-Day in Windsor Castle.

## Werke (Auswahl)
- Clementine Churchill. The biography of a marriage. Cassell, London 1978, ISBN 0304303216.
- Winston Churchill. His Life As a Painter. HarperCollins, London 1990, ISBN 0002178680.
- The Profligate Duke. George Spencer-Churchill, fifth Duke of Marlborough, and his Duchess. Collins, London 1987, ISBN 0002163764.